# Лорі Тенні
Лорі Тенні (англ. Laurie Tenney; нар. 4 листопада 1955) — колишня американська тенісистка.
Найвищим досягненням на турнірах Великого шолома був чвертьфінал в парному розряді.

## Фінали Туру WTA

### Парний розряд (0-1)
| Результат | W/L | Дата     | Турнір        | Партнерка      | Суперниці              | Рахунок       |
| --------- | --- | -------- | ------------- | -------------- | ---------------------- | ------------- |
| Поразка   | 0–1 | Лип 1973 | Клівленд, США | Дженіс Меткалф | Ілана Клосс Пат Вокден | 6–1, 6–7, 1–6 |